# أرتور فرنانديز
أرتور فرنانديز (بالإسبانية: Arturo Fernández)‏ هو ممثل إسباني، ولد في 21 فبراير 1929 في إسبانيا. بدأ مشواره المهني سنة 1951.

## وصلات خارجية
- أرتور فرنانديز على موقع IMDb (الإنجليزية)
- أرتور فرنانديز على موقع ألو سيني (الفرنسية)
- أرتور فرنانديز على موقع أول موفي (الإنجليزية)
- أرتور فرنانديز على موقع قاعدة بيانات الفيلم (الإنجليزية)
- أرتور فرنانديز على موقع كينوبويسك (الروسية)